# Timbre-monnaie
Un timbre-monnaie est un timbre-poste utilisé comme monnaie de nécessité, c'est-à-dire pour le paiement de biens et services autres que l'affranchissement postal, quand la monnaie officielle vient à manquer.

## Histoire

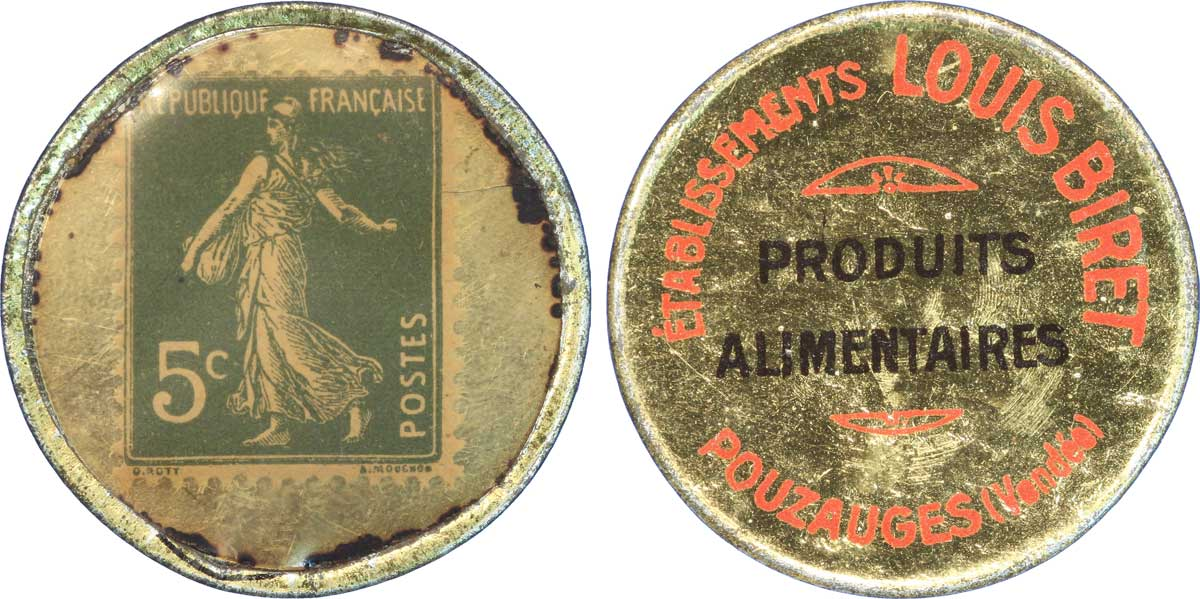
Timbre-monnaie français : à l'avers, un timbre français de 5 centimes type Semeuse de Roty; au revers, une publicité Établissements Louis Biret (1920).

Les timbres-monnaie apparurent pour la première fois aux États-Unis pendant la guerre de Sécession, inventés par John Gault qui déposa un brevet le 12 août 1862 et qui furent utilisés jusqu'en 1876.
En France, mais aussi en Belgique, c'est au début des années 1920 que le procédé se développa. En effet, outre la thésaurisation des métaux précieux, la Première Guerre mondiale avait été une grosse consommatrice de métaux stratégiques et les pièces de monnaie en cuivre et nickel vinrent à manquer. Des municipalités, des chambres de commerce et des commerçants firent alors frapper des monnaies de nécessité ; certaines entreprises commerciales fabriquèrent aussi des monnaies de substitution utilisant des timbres glissés à l'intérieur d'un support assurant leur publicité.

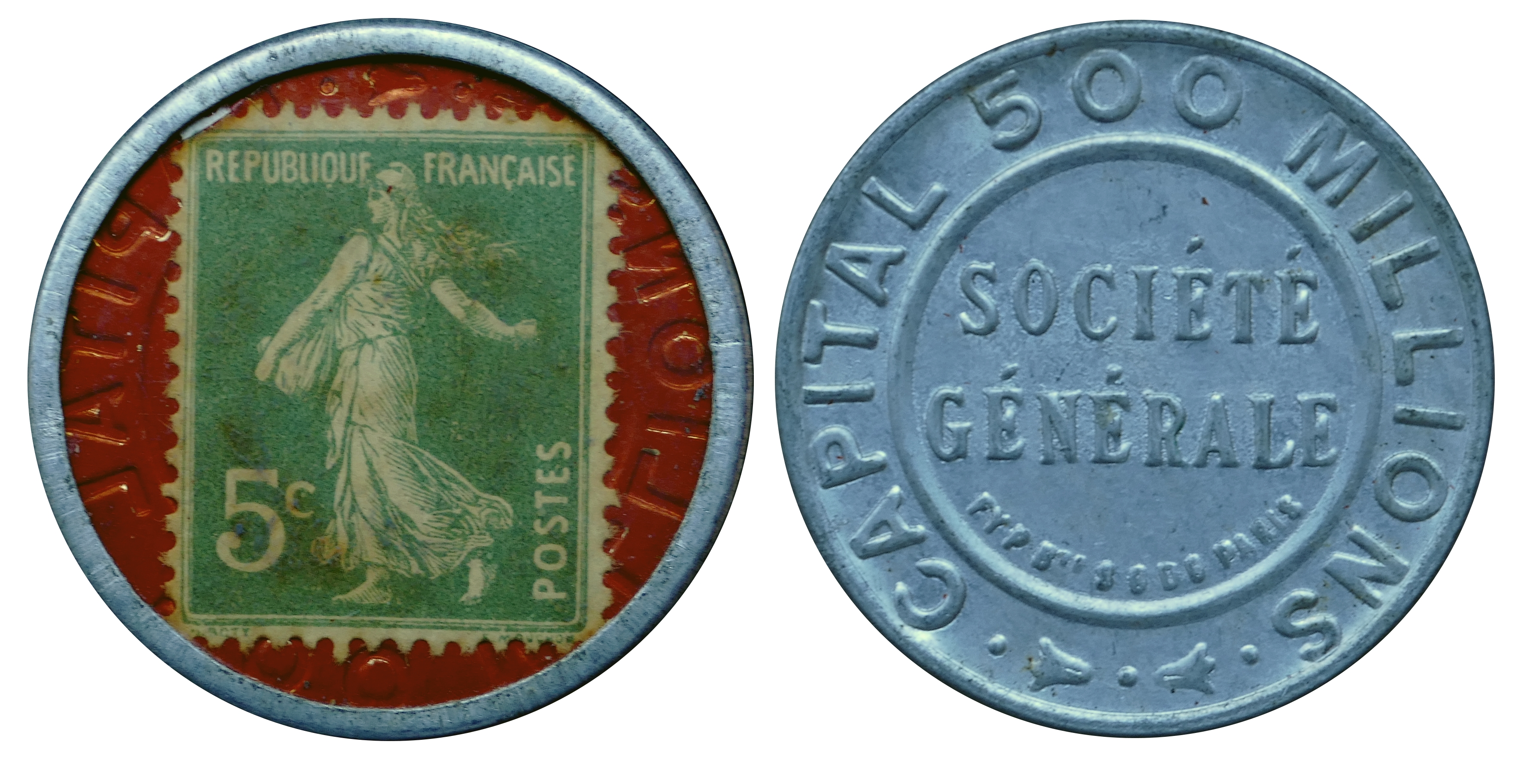
Timbre monnaie émis par la Société générale, brevet FYP.

Les timbres furent d'abord contenus dans de petites pochettes translucides de cellophane fermées par une étiquette publicitaire, mais ces timbres en sachets souples se révélèrent trop fragiles.
Il fut alors inventé un procédé pour fabriquer des timbres-monnaie à fermoir et à support métallique. Un brevet d'invention fut d'ailleurs déposé par Édouard Bouchaud-Praceiq à l'Office national de la propriété industrielle le 29 mars 1920 sous le nom de Fallait-Y-Penser (FYP).
Le jeton se présentait sous la forme d'un petit boîtier rond enchâssant le timbre-poste entre un disque métallique et un feuillet transparent de mica, de cellophane ou de Rhodoïd, le tout étant scellé par un fermoir métallique. Le disque métallique portait sur l'une de ses faces une publicité soit sans couleur et en relief (aluminium ou fer-blanc estampé), soit en plusieurs couleurs à plat mais sans relief (fer-blanc imprimé).
Les premiers timbres-monnaie apparurent au second trimestre de l'année 1920. Les tirages, sauf ceux du Crédit lyonnais, étaient très faibles mais ne pouvaient être inférieurs à 1 000 pièces pour des raisons de coût de fabrication. Ils ne furent jamais reconnus ni par le Trésor public, ni par la Poste, et ils furent mis en circulation à l'instigation de firmes privées comme moyen publicitaire en même temps que monnaie de substitution afin de remplacer les pièces divisionnaires disparues ou thésaurisées.
Les timbres-monnaie disparurent en 1924 lorsque la petite monnaie métallique fut à nouveau disponible en quantité suffisante.